# Lloydia; A Quarterly Journal of Biological Science
Lloydia; A Quarterly Journal of Biological Science (abreviado Lloydia) fue una revista con ilustraciones y descripciones botánicas que fue editada en Cincinnati, donde se publicaron 41 números desde el año 1938 hasta 1978. Fue reemplazada en 1979 por J. Nat. Prod. (Lloydia).